# ГЕС Субарнарекха І
ГЕС Субарнарекха І — гідроелектростанція на сході Індії у штаті Джгаркганд. Знаходячись перед ГЕС Субарнарекха ІІ, становить верхній ступінь в дериваційному гідровузлі на річці Субарнарекха, яка стікає з плато Чхота-Нагпур та впадає в Бенгальську затоку за півтори сотні кілометрів на південний захід від Колкати.
Північно-східна частина плато Чгота-Наґпур складається з кількох витягнутих в широтному напрямку уступів, котрі обриваються на північ в бік нижнього ступеню та дренуються рядом паралельних річок східного спрямування. Долину однієї з них, Субарнарекги, на початку 1970-х перекрили земляною греблею Гаталсуд висотою 40 метрів та довжиною 5617 метрів, яка утримує водосховище з площею поверхні 34,4 км2 та об'ємом 289 млн м3 (корисний об'єм 231 млн м3).
Від сховища по лівобережжю прокладено канал довжиною 7,4 км, котрий на завершальному етапі підходить до краю уступу, що нависає над долиною річки Бгера (Бгайрабі), правої притоки Дамодару (в свою чергу впадає праворуч в естуарій західного рукаву дельти Гангу Хуґлі трохи південніше за Колкату). З вершини уступа, де на завершенні підвідного каналу створений невеликий балансуючий резервуар, на нижній ступінь плато ведуть канал-жолоб довжиною 0,55 км та прокладений до введеного в експлуатацію у 1977 році машинного залу напірний водовід довжиною 0,45 км.
Основне обладнання станції складає одна турбіна типу Френсіс потужністю 65 МВт, яка працює при майже постійному напорі — від 139 до 140,5 метрів.
Відпрацьована вода може залишатись для зрошення у сточищі Бгери або повертатись назад в долину Субарнарекги через підвідний канал ГЕС Субарнарекха ІІ.